# Elimaea inversa
Elimaea inversa är en insektsart som först beskrevs av Brunner von Wattenwyl 1891.  Elimaea inversa ingår i släktet Elimaea och familjen vårtbitare. Inga underarter finns listade i Catalogue of Life.